# Rosita Díaz Gimeno
Rosita Díaz Gimeno   (Madrid, 13 de setembre de 1908 - Nova York, 23 d'agost de 1986) va ser una actriu espanyola.
Va ser una de les actrius del cinema espanyol durant la Segona República Espanyola. En els anys 30, va marxar a Hollywood per participar en les versions espanyoles de pel·lícules nord-americanes. Va tornar a Espanya i va seguir actuant per a la pantalla gran fins a la Guerra Civil. Rosita Díaz estava casada amb el fill major del cap del govern republicà, Juan Negrín, la qual cosa va fer que es veiés forçada a exiliar-se després de la derrota de la República. Va tornar als Estats Units, on va arribar a ser professora a la Universitat de Princeton. També va treballar com a actriu de teatre i cinema tant a Nova York, on finalment es va instal·lar, com a Mèxic.
Va morir a Nova York, el 23 d'agost de 1986, ciutat on va ser enterrada.

## Pel·lícules
- Un hombre de suerte (1930)
- La Dolorosa (1934)
- Angelina o el honor de un brigadier (1935)
- Rosa de Francia (1935)
- El genio alegre (estrenada el 1939)
- Pepita Jiménez (1945)
- El último amor de Goya (1945)
- Me enamoré de una sirena (1946)